# Кильмаевка
Кильмаевка — село в Иссинском районе Пензенской области, входит в состав Каменно-Бродского сельсовета.

## География
Расположено на берегу речки Сухой Широкоис в 6 км на юг от центра сельсовета села Каменный Брод и в 13 км на юго-запад от райцентра посёлка Исса.

## История
Основано инсарской служилой мордвой, о чем говорит современное название: келема (морд.) − «брод». Первоначально построено, вероятно, севернее, на р. Иссе, где был «верхний» Каменный брод, в настоящее время расположено несколько выше нынешнего с. Каменный Брод, затем переведено в степь, на левый берег Сухого Широкоиса, видимо, во время Генерального межевания. В 1720 г. – д. Верхний Каменный Брод помещика, темниковца Гаврилы Федоровича Девлеткильдеева. В 1782 г. деревне была намежевана земля в общей даче татар «Инсарского уезда села Новомихайловского, Липлейка тож, Аделши Кадралеева сына Еникеева, деревни Красной Кадомки Искака, Аксина (?) детей Ижашевых, Сеина Бадаева сына…, Мустафина.., Сеитова, деревни Верхнего Каменного Броду татар Сеита  и (1 слово неразб.) Тартаровых», 89 дворов, 525 жителей, всей дачи – 1944 десятины, в том числе усадебной земли – 72, пашни – 847, сенных покосов – 320, леса – 615. На карте 1784 г. – «Село Каменный Брод и д. Верх. Каменной Брод» показаны как одно село. Видимо, переселение татар произошло между 1784 и 1864 гг. В 1896 г. в д. Кильмаевке (Верхний Каменный Брод) – 66 дворов. В 1911 г. – Иссинской волости Инсарского уезда Пензенской губернии, одна община, 91 двор, мечеть, татарская школа, ветряная мельница, 2 лавки.
С 1928 года село являлось центром Кильмаевского сельсовета Иссинского района Пензенского округа Средне-Волжской области (с 1939 года — в составе Пензенской области). В 1939 г. – центральная усадьба колхоза «Алга» (организован в 1930 г.), 91 двор. В 1955 г. в составе Украинцевского сельсовета, центральная усадьба колхоза имени Молотова. В 1980-е гг. — в составе Каменно-Бродского сельсовета.

## Население
| 1782 | 1864 | 1877 | 1897 | 1911 | 1926 | 1930 |
| ---- | ---- | ---- | ---- | ---- | ---- | ---- |
| 350  | ↗423 | ↗466 | ↗498 | ↗717 | ↘596 | ↗732 |
| 1940 | 1959 | 1979 | 1989 | 1996 | 2002 | 2010 |
| ↘413 | ↘273 | ↘189 | ↘124 | ↘93  | ↘82  | ↘69  |